# Ууей (шанюй)
Ууей (на китайски: 烏維; на пинин: Wūwéi) е шанюй на хунну, управлявал в периода 114 – 105 година пр.н.е.

## Биография
Той е син и пряк наследник на шанюя Иджъсие и правнук на Маодун, който създава централизираната държава на хунну. Цялото му управление преминава в условията на започналата през 133 година пр.н.е. война с империята Хан, с която император Уди се опитва да наложи своята хегемония в източните части на Централна Азия. Въпреки това при управлението на Ууей военните действия между двете не са интензивни, тъй като Уди е ангажиран с военни кампании на юг и в Корея.
През 105 година пр.н.е. Ууей умира и е наследен от своя син Ушълу.